# Mineko

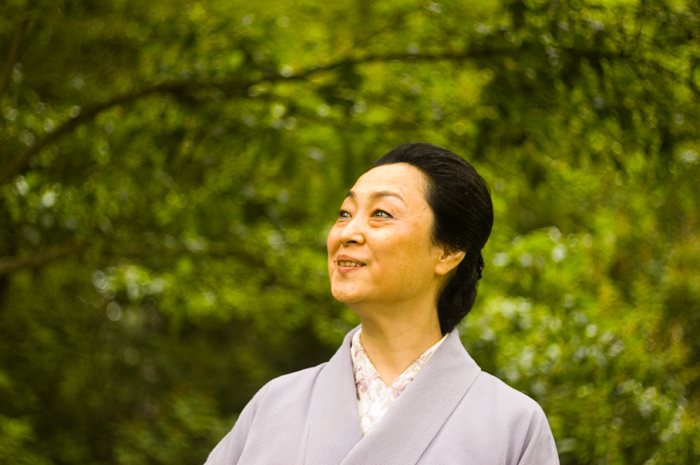
Mineko Iwasaki, 2008.

Mineko (skrivet: 峰子, 美猫 eller 美音子) är ett feminint japanskt förnamn. Det kan ha olika betydelser beroende på vilken kanji det skrivs på, men det japanska ordet "Mine" betyder vanligtvis "Skönhet". Anmärkningsvärda personer med namnet inkluderar:
- Mineko Grimmer, född 1949, japansk ljudkonstnär
- Mineko Iwasaki, född 1949, japansk affärskvinna och författare